# Adelbert IV van La Marche
Adelbert IV van La Marche (overleden tussen 1178 en 1180) was van 1145 tot 1177 graaf van La Marche. Hij behoorde tot het huis Montgommery.

## Levensloop
Adelbert IV was de zoon van graaf Adelbert III van La Marche en diens echtgenote Orengarda. In 1145 volgde hij zijn vader op als graaf van La Marche.
Hij was gehuwd met een vrouw wier identiteit en afkomst onbekend zijn. Uit dit huwelijk werden twee zonen geboren, die echter voor Adelbert kwamen te overlijden. Later liet Adelbert IV zich van zijn echtgenote scheiden, schijnbaar nadat ze overspel had gepleegd. Een kroniek van de Sint-Martialisabdij van Limoges berichtte dat hij haar en haar minnaar heeft vermoord, maar Geoffroy du Breuil vermeldde dat ze na Aldeberts dood  hertrouwde met een edelman.
Daar hij zonder erfgenamen achterbleef, verkocht Adelbert in 1177 het graafschap La Marche aan koning Hendrik II van Engeland, de echtgenote van zijn leenvrouwe, hertogin Eleonora van Aquitanië, zodat hij genoeg geld had om op pelgrimstocht naar Jeruzalem te gaan. Deze verkoop was zeer tegen de zin van het huis Lusignan, dat ook aanspraak maakte op de erfenis van het graafschap La Marche.
Hij stierf tussen 1178 en 1180: volgens kroniekschrijver Bernard Itier stierf hij in 1178 in het Heilige Land, maar door een oorkonde in het Heilige Land wordt Adelbert IV in 1179 vermeld als deelnemer bij een dispuut tussen de Tempeliers en de Orde van Malta. De kroniek van Godfried van Vigeois zegt dan weer dat Adelbert in 1180 stierf in de stad Constantinopel.